# Гірські рідколісся Аль-Хаджару
Гірські рідколісся Аль-Хаджару  (ідентифікатор WWF: AT0801) — афротропічний екорегіон тропічних та субтропічних луків, саван і чагарників, розташований в горах Аль-Хаджар на сході Аравійського півострова, на території Оману та Об'єднаних Арабських Еміратів.

## Географія
Гори Хаджар розташовані на сході Аравійського півострова. Вони тягнуться з північного заходу на південний схід через території Оману та ОАЕ, паралельно узбережжю Оманської затоки, утворюючи дугу довжиною 500 км. Навколишні території, зокрема регіон Ель-Батіна, розташований між горами і затокою, належать до екорегіону пустель та напівпустель Оманської затоки.
Аль-Хаджар-аль-Гарбі, або Західний Хаджар, простягається від півострова Мусандам на крайньому північному сході Аравії, через східні емірати ОАЕ до північного Оману. Аль-Хаджар-аш-Шаркі, або Східний Хаджар, тягнеться на схід до мису Рас-аль-Хадд, крайньої східної точки Оману та всієї Аравії. Західний і Східний Хаджар розділяє долина Самаїл. Вапнякові масиви Еш-Шамс та Ель-Ахдар, висотою 2997 м та 2980 м відповідно, є найвищими вершинами Західного Хаджару та Хаджару загалом. Висота найвищої гори Східного Хаджара становить 2152 м.
Гори Хаджар переважно складаються з крейдових вапняків. Подекуди зустрічаються відслонення метаморфічних і магматичних порід, зокрема сіро-коричневих офіолітів.

## Клімат
В екорегіоні переважає посушливий і спекотний пустельний клімат, який значно різниться залежно від висоти над рівнем моря. На низьких висотах середня температура становить 23,5 °C, а влітку вона можна сягати 40 °C. На вершині гори Еш-Шамс середня температура становить 15 °C, взимку час від часу трапляються морози. Середньорічна кількість опадів в передгір'ях становить лише близько 75 мм, на вершинах гір — 300-350 мм. Взимку в горах Хаджар трапляються грози, дощі, часом град і сніг, особливо на великих висотах. З квітня по вересень також трапляються грози, викликані мусонами, що дмуть з Індійського океану.

## Флора
Основними рослинними угрупованнями є чагарники та рідколісся. Флора регіону змінюється залежно від висоти над рівнем моря та рельєфу.
На висоті від 1100 до 2500 м над рівнем моря поширені рідколісся, основу яких складають африканські маслини (Olea europaea subsp. cuspidata), оманські сідероксилони (Sideroxylon mascatense) та широколисті додонії (Dodonaea viscosa). У сухих долинах ваді, по яким час від часу течуть сезонні водні потоки, ростуть колючі зизифуси (Ziziphus spina-christi), дерева гаф (Prosopis cineraria), зонтичні акації (Vachellia tortilis), вондербоми (Ficus salicifolia) та інші види фікусів (Ficus spp.). На стрімких гірських схилах переважає ларський молочай (Euphorbia larica), а також ростуть зонтичні акації (Vachellia tortilis), сиві акації (Vachellia gerrardii) та безлисті обвійники (Periploca aphylla).
На висоті від 2100 до 3000 м над рівнем моря ростуть високогірні рідколісся, де переважає зарафшанський яловець (Juniperus seravschanica), іноді разом з африканськими маслинами (Olea europaea subsp. cuspidata).
На півострові Мусандам у напіввічнозелених лісах на висоті понад 1300 м над рівнем моря раніше домінував оманський сідероксилон (Sideroxylon mascatense), однак наразі там зустрічаються деградовані ліси, де переважає широколиста додонія (Dodonaea viscosa). На висоті від 1800 до 2000 м над рівнем моря поширені ліси, основу яких складає арабський мигдаль (Prunus arabica) та товстогілкова ефедра (Ephedra pachyclada). В підліску цих лісів ростуть густі чагарники полину полину Зібера (Artemisia sieberi).
Для гір Хаджар характерне високе флористичне біорізноманіття та вищій рівень ендемізму, порівняно з навколишніми передгір'ями та рівнинами. Серед ендемічних та майже ендемічних видів слід відзначити Herniaria maskatensis, Pteropyrum scoparium, Rumex limoniastrum, Dionysia mira, Tephrosia haussknechtii, Searsia aucheri, Polygala mascatensis, Convolvulus ulicinus, Teucrium mascatense, Verbascum akdarense, Iphiona horrida, Schweinfurthia imbricata та Ziziphus hajarensis. Серед інших, більш поширених видів, слід відзначити Limonium axillare, Ochradenus aucheri, Sideroxylon mascatense, Convolvulus virgatus, Salvia macilenta, Viola cinerea, Cometes surattensis, Capparis mucronifolia, Cleome rupicola, Ebenus stellata, Taverniera cuneifolia, Barleria aucheriana та Pluchea arabica.
Загалом в горах Північного Хаджару, зокрема на півострові Мусандам, росте 60 % із 1204 видів судинних рослин Оману, з яких 16 таксонів є ендемічними для цієї країни. Високогірна флора регіону є спорідненою з гірською флорою південно-західного Ірану та навколишніх територій. Рослинні угруповання Південного Ірану, де домінує молочай Euphorbia larica, є дуже подібними до чагарникових угруповань, що ростуть на схилах Ель-Ахдару. Оливково-сідероксилонові рідколісся, що ростуть на схилах цієї гори на висоті від 1350 до 2300 м над рівнем моря, мають флористичний еквівалент у східному Афганістані. На думку ботаніків, існування ялівцевих та інших рослинних угруповань в горах Аль-Хаджару може бути пов'язане з тим, що ці рослини потрапили до Східної Аравії з південно-східного Ірану через Перську затоку. Існують свідчення того, що в минулому рівень моря впав на 120 м нижче нинішнього рівня, в результаті чого між Іраном та Аравією утворився сухопутний міст.
Африканські флористичні елементи також присутні в горах Аль-Хаджар, що вказує на зв'язок Аравії та Східної Африки протягом третинного періоду. Прикладом є різновид ріжкового дерева Ceratonia oreothauma ssp. oreothauma, що є ендеміком високогір'ів Східного Хаджару, однак інший підвид цього виду зустрічається в Сомалі.

## Фауна
В екорегіоні мешкають рідкісні аравійські газелі (Gazella arabica) та аравійські вовки (Canis lupus arabs), а також смугасті гієни (Hyaena hyaena), степові коти (Felis lybica lybica), звичайні каракали (Caracal caracal) та афганські лисиці (Vulpes cana). В горах Аль-Хаджару мешкають рідкісні ендемічні аравійські тари (Arabitragus jayakari), популяція яких становить близько 2250 дорослих особин. Раніше тут також зустрічалися аравійські леопарди (Panthera pardus nimr), однак вони вимерли в 1970-х роках внаслідок переслідування людиною. 
В горах Хаджар зустрічається низка ендемічних видів ящірок. Серед них слід відзначити еміратського листопалого гекона (Asaccus caudivolvulus), листопалого гекона Галлахера (Asaccus gallagheri), оманського скельного гекона (Pristurus celerrimus), оманську ящірку Джаякара (Omanosaura jayakari) та синьохвосту оманську ящірку (Omanosaura cyanura). Ендеміками гір Оману є гірські листопалі гекони (Asaccus montanus), плоскоморді листопалі гекони (Asaccus platyrhynchus) та скельні гекони Ваді-Харрар (Pristurus gallagheri).
На горі Ель-Ахдар було зареєстровано 71 вид птахів, з яких 28 видів є осілими, а 41 вид — мігруючими. Серед місцевих видів слід відзначити чорноголового кеклика (Alectoris melanocephala), аравійську куріпку (Ammoperdix heyi), булану сплюшку (Otus brucei), білогруду кам'янку (Oenanthe monacha), чорноголову кам'янку (Oenanthe alboniger), довгодзьобого щеврика (Anthus similis) та рідкісного африканського грифа (Torgos tracheliotus).

## Збереження
Екорегіону загрожує перевипас верблюдів, кіз і здичавілих ослів. Надмірний випас худоби обмежив здатність ялівцевих лісів до відновлення.
1,27 % площі екорегіону є заповідними територіями. Природоохоронні території включають: Природний заповідник Аль-Сарен, Мальовничий заповідник Аль-Джабаль-Аль-Ахдар та Національний парк Аль-Сулаїл в Омані, а також Гірський заповідник Хатта в ОАЕ.